# Revenge (Kiss)
Revenge è il sedicesimo album del gruppo dei Kiss, pubblicato il 14 maggio del 1992 per l'etichetta discografica Mercury Records. Si tratta di un album dalle sonorità molto dure ed orientato sull'heavy metal tradizionale.

## Il disco
Revenge è il primo album registrato in studio dalla band dopo la scomparsa del batterista Eric Carr avvenuta nel novembre del 1991. Come suo sostituto alla sua morte era stato scelto Eric Singer, batterista che durante la sua carriera ha suonato in diverse band heavy metal tra cui anche quella dei Black Sabbath.
Per la produzione di questo album i Kiss si sono avvalsi della collaborazione di due personalità che avevano già lavorato precedentemente con il gruppo. Il compito della produzione è infatti affidato a Bob Ezrin, il quale si era occupato nel 1976 della produzione dell'album Destroyer e successivamente del meno fortunato Music from "The Elder" (1981), mentre per la stesura di alcuni brani musicali è stato chiamato in causa Vinnie Vincent, chitarrista della band dal dicembre del 1982, quando aveva preso il posto di Ace Frehley, fino al 1984, quando se ne andò per reclami di mancati diritti d'autore sui brani.
Partecipò al songwriting anche Jesse Damon, frontman dei Silent Rage, band gestita proprio da Gene Simmons, e Kane Roberts, chitarrista di Alice Cooper.
La band ha dedicato l'album ad Eric Carr, inserendo come ultima traccia all'interno dell'album una demo registrata dal defunto batterista nel 1981 intitolata Carr Jam 81. Lo stesso batterista è anche presente nella traccia numero cinque (brano inciso prima dell'inizio delle registrazioni dell'album, l'ultimo del gruppo in cui appare Eric Carr prima della sua morte) come voce secondaria.

### Il nome
Il nome dell'album venne "preso in prestito" da Vinnie Vincent:
Vinnie stava collaborando con i Kiss per la realizzazione dell'album, ma nello stesso periodo stava lavorando anche per pubblicare il suo nuovo album con il progetto Vinnie Vincent Invasion. Il suo album sarebbe dovuto intitolarsi appunto "Revenge". A Gene Simmons piacque il titolo che avrebbe dovuto avere l'album di Vincent, e gli chiese se poteva usarlo per dare il nome al nuovo album dei Kiss. Vinnie accettò. Vinnie poi decise di usare il titolo "Guitars from Hell" per il suo album, ma poi lo scartò in favore del titolo "Guitarmageddon". "Guitars from Hell" e "Guitarmageddon" però non vennero mai pubblicati ufficialmente, ma solo fatti circolare illegalmente.

## Tracce
1. Unholy (Gene Simmons, Vinnie Vincent) - 3:40
2. Take It Off (Paul Stanley, Bob Ezrin, Kane Roberts) - 4:50
3. Tough Love (Stanley, Ezrin, Bruce Kulick) - 3:44
4. Spit (Simmons, Stanley, Scott Van Zen) - 3:32
5. God Gave Rock 'N Roll to You II (Russ Ballard, Stanley, Simmons, Ezrin) - 5:18
6. Domino (Simmons) - 4:01
7. Heart of Chrome (Stanley, Ezrin, Vincent) - 4:02
8. Thou Shalt Not (Simmons, Jesse Damon) - 3:59
9. Every Time I Look at You (Stanley, Ezrin) - 4:38
10. Paralyzed (Simmons, Ezrin) - 4:14
11. I Just Wanna (Stanley, Vincent) - 4:07
12. Carr Jam 81 (Eric Carr) - 2:46

## Formazione

### Principale
- Gene Simmons - voce principale o secondaria, basso
- Paul Stanley - voce principale o secondaria, chitarra ritmica
- Bruce Kulick - chitarra solista e ritmica
- Eric Singer - batteria e voce secondaria

### Collaboratori
- Kevin Valentine - batteria in Take It Off
- Dick Wagner - chitarra solista in Every Time I Look at You
- Eric Carr - batteria in Carr Jam 81 e voce secondaria in God Gave Rock 'N Roll to You II